# Bozidaria serbooccidentalis
Bozidaria serbooccidentalis – gatunek chrząszcza z rodziny grzybinkowatych i podrodziny zyzkowatych, jedyny z monotypowego rodzaju Bozidaria. Endemiczny dla serbskiej części Gór Dynarskich.

## Taksonomia
Rodzaj i gatunek typowy opisane zostały po raz pierwszy w 2021 roku przez Srećkę Ćurčicia i Dragana Pavićevicia na łamach „European Journal of Taxonomy”. Jako lokalizację typową wskazano górę Bobija w gminie Ljubovija na zachodzie Serbii. Nazwę rodzajową nadano na cześć Božidara Ćurčicia, zaś epitet gatunkowy oznacza po łacinie „zachodnioserbski”.
Bozidaria tworzy wraz z pokrewnymi rodzajami Augustia, Blattochaeta, Pholeuodromus i Proleonhardella grupę Théléomorphes w obrębie serii „Leonhardella”, należącej do plemienia Leptodirini.

## Morfologia
Chrząszcz o eliptycznym w zarysie, błyszcząco rudobrązowym, żółto owłosionym, delikatnie punktowanym i grzbietowo wypukłym ciele osiągającym od 2,5 do 2,7 mm w przypadku samców i od 2,7 do 2,8 mm w przypadku samic.
Krótka, niewiele szersza niż dłuższa, całkowicie bezoka głowa ma wykształcone żeberko potyliczne, sterczące owłosienie i mikrorzeźbę w postaci siateczki o drobnych, izodiametrycznych oczkach. Długie i cienkie, ku szczytom rozszerzające się i rozpłaszczające czułki mają człon drugi dłuższy niż poprzedni, człon trzeci krótszy niż drugi, człony od czwartego do szóstego podobnej długości i krótsze od trzeciego, człon siódmy wydłużony i u szczytu rozszerzony, człon ósmy owalny i nieco dłuższy niż połowa poprzedniego, człony dziewiąty i dziesiąty rozszerzone ku wierzchołkom, a człon jedenasty tak długi jak dwa poprzednie razem wzięte, jajowaty z zaostrzonym szczytem.
Niemal dwukrotnie szersze niż dłuższe, najszersze przed nasadą, a u nasady ponaddwukrotnie szersze niż na przedniej krawędzi przedplecze ma wypukły brzeg przedni, wydatne i wyokrąglone kąty przednie, łukowate brzegi boczne z prawie równoległymi odcinkami przednasadowymi, wydatne, ostre i ku tyłowi skierowane kąty tylne oraz wypukły brzeg tylny. Owłosienie przedplecza jest pokładające się, a mikrorzeźba ma formę izodiametrycznej siateczki o dużych oczkach. Trójkątna tarczka ma niewielkie wymiary. Nieco od przedplecza szersze i ponaddwuipółkrotnie od niego dłuższe, w zarysie podługowato-jajowate pokrywy mają zaokrąglony szczyt oraz podobne tym na przedpleczu owłosienie i mikrorzeźbę. Brak jest na nich rzędów przytarczkowych. Śródpiersie cechuje się wysokim, pozbawionym bruzdy i zaopatrzonym w ząbek wierzchołkowy żeberkiem. Długie i cienkie odnóża mają gęste owłosienie, a po bokach goleni ponadto kilka kolców. Przednia ich para ma czteroczłonowe, u samca lekko rozszerzone stopy.

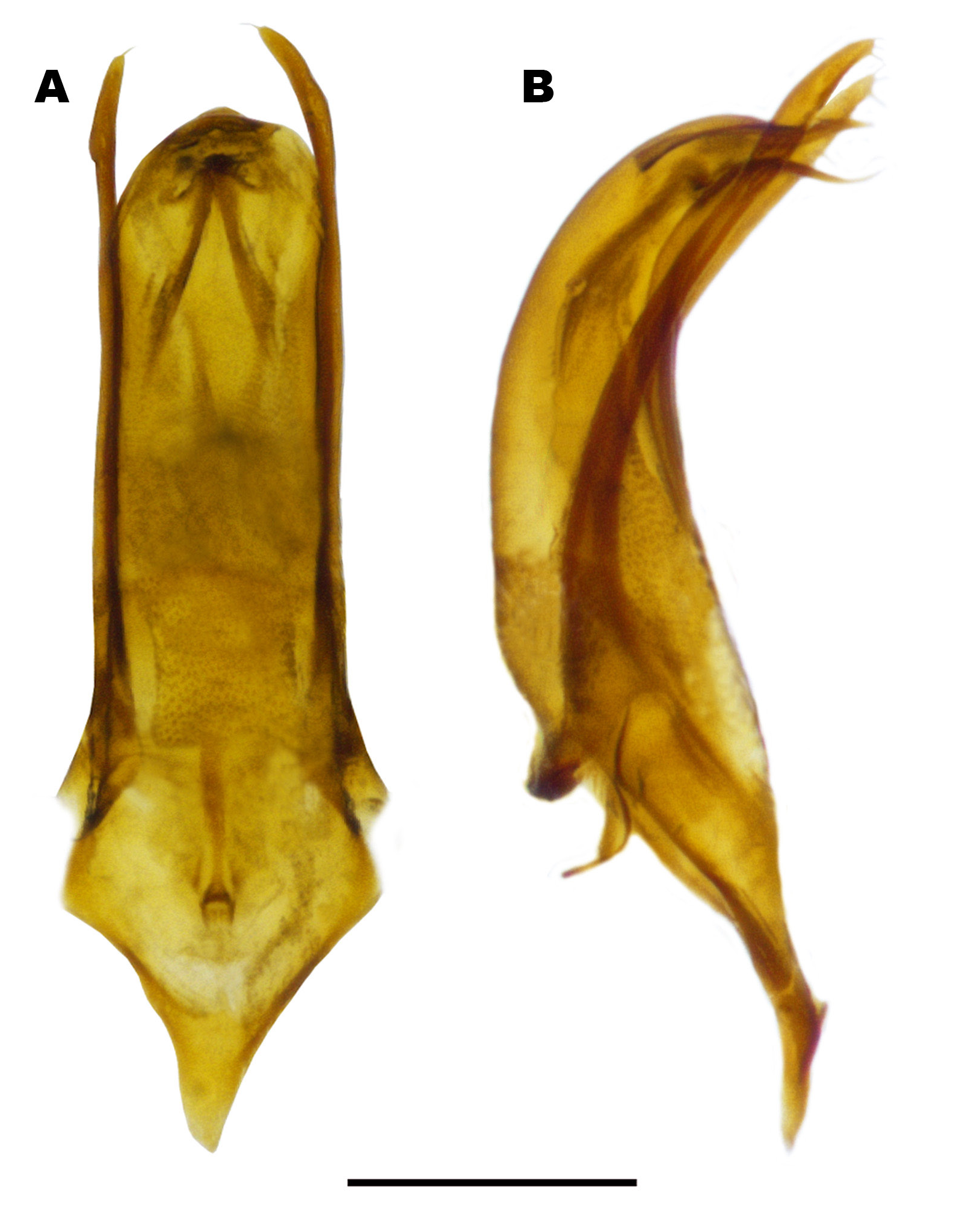
Edeagus

Odwłok ma częściowo odsłonięte przez pokrywy pygidium. U samicy ósmy jego sternit jest duży, szerszy niż dłuższy, poprzecznie mikrosiateczkowany i opatrzony wąskim, spiczastym wyrostkiem przednim. Genitalia samicy mają małą, zakrzywioną z niemal kulistym wierzchołkiem spermatekę oraz wydłużone, niemal proste gonostyliki z trzema szczecinkami wewnętrznymi, jedną zewnętrzną i jedną szczytową. Genitalia samca cechują się edeagusem o dość wąskiej i zaopatrzonej w prawie trójkątny wyrostek bazalny nabrzmiałości nasadowej, płacie środkowym wydłużonym i cienkim, z niemal równoległymi bokami, zaokrąglonym przedwierzchołkowo i podługowato-trójkątnie zakończonym oraz słabo zchitynizowanym elemencie kopulacyjnym, na który składa się nasadowa phanera, parzyste pasy środkowe i para wierzchołkowych sklerotyzacji. Dłuższe od płata środkowego, cienkie, poszerzone przedwierzchołkowo, ale zwężone wierzchołkowo paramery mają czubki zakrzywione do wewnątrz.

## Ekologia i występowanie

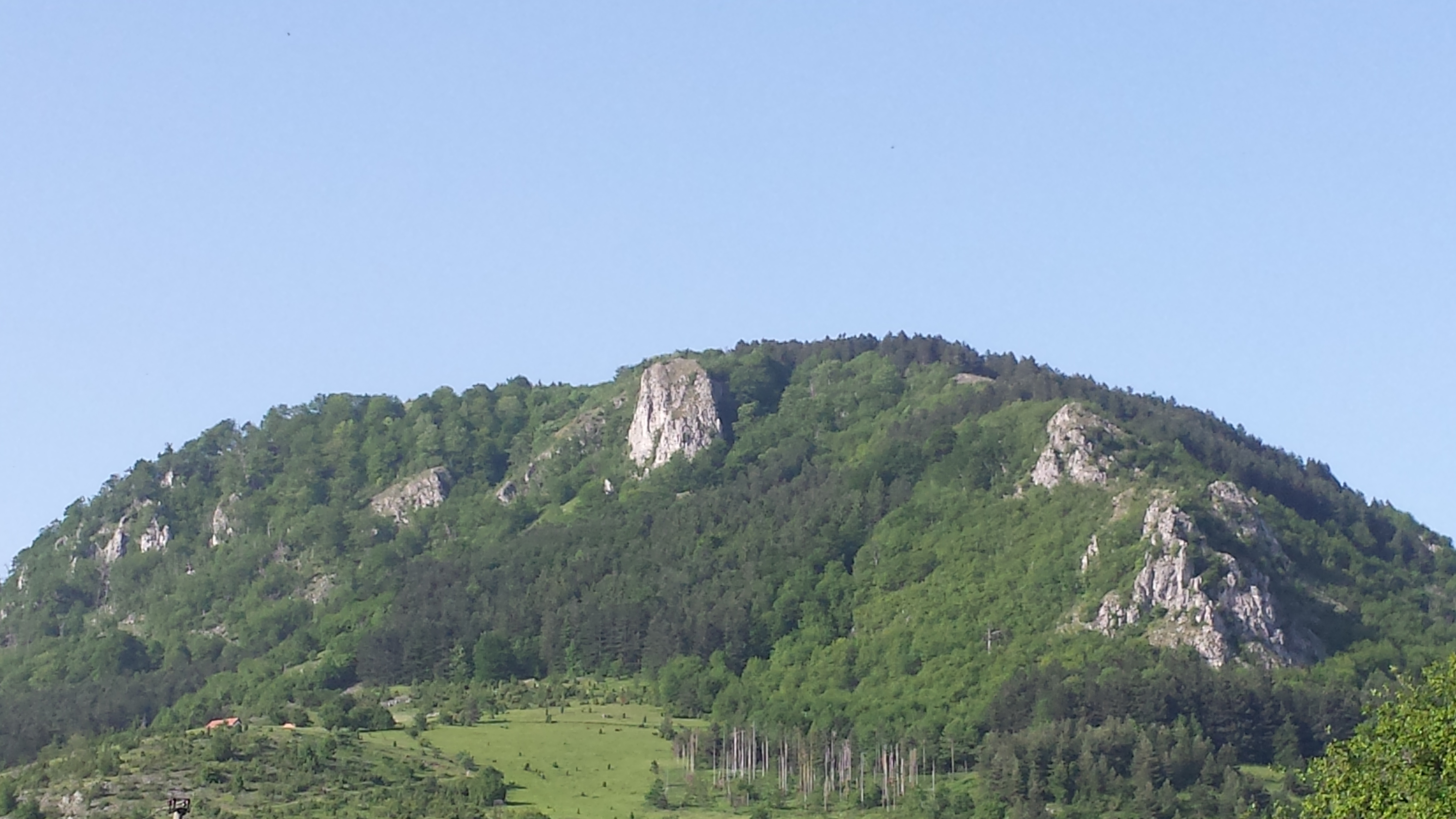
Bobija – miejsce typowe

Gatunek palearktyczny, endemiczny dla serbskiej części Gór Dynarskich, znany tylko z dwóch stanowisk w okolicy Ljuboviji. Jedno znajduje się na górze Bobija, drugim jest dół Simina Jama na przełęczy Debelo Brdo pod Povlenem. Owad endogeiczny, bytujący w głębszych warstwach gleby, znajdowany także w jamach. Podawany z rzędnych od 920 do 1000 m n.p.m.